# UMC Records
UMC Records (Underground Music Center) − polska wytwórnia płytowa, istniejąca w latach 2001-2006, została założona przez Remika i Urbana.
Wywodzi się z agencji koncertowej i sklepu muzycznego Underground Music Center. Pierwszą wydaną przez UMC płytą był "Rapnastyk" Owala. W 2006 roku wytwórnia została przekształcona w My Music.
Nakładem UMC Records ukazały się ponadto nagrania takich wykonawców jak Ascetoholix, Deep/Bobik, Deobe/Dena, Doniu, Duże Pe, Endefis, Piotr Banach, Liber, Mezo, Verba, Wiśnix i 52 Dębiec.